# Nokia 8250
Il Nokia 8250 è un telefonino prodotto dall'azienda finlandese Nokia e destinato al mercato asiatico. Venne messo in commercio nel 2001.

## Caratteristiche
- Dimensioni: 102 x 45 x 19 mm
- Massa: 81 g
- Risoluzione display: 84 x 48 pixel monocromatico
- Durata batteria in conversazione: 3 ore
- Durata batteria in standby: 150 ore (6 giorni)
- Infrarossi